# Ganeša
Ganeša (hindijsko v devanāgarīju गणेश: Gaṇeśa - gospod množic, tudi Ganesa) je v hinduizmu bog uspeha, premagovanja ovir in modrosti. Včasih ga v imenujejo tudi Ganapati ali Vinayaka. Ganeša je sin Šive in Parvati ter mož Bharati, Ridhi in Sidhi.
Molitve posvečene Ganeši se po navadi izgovarjajo na začetku obredov ali meditacije, da bi se priklicala moč premagovanja ovir.
Ganeša je najbolj priljubljen hindujski bog v Zahodni Indiji, zlasti v zvezni državi Maharaštra, kjer je v Mumbaju tudi največji festival posvečen Ganeši.
Upodobljen je s slonjo glavo.